# Distretto di Caofeidian
Il distretto di Caofeidian (曹妃甸区S, Cáofēidiān QūP) è un distretto della Cina, situato nella provincia di Hebei e amministrato dalla prefettura di Tangshan.